# Velešta
Velešta (makedonska: Велешта) är en ort i Nordmakedonien. Den ligger i den sydvästra delen av landet, 110 kilometer sydväst om huvudstaden Skopje. Velešta ligger 716 meter över havet och antalet invånare är 8 646.